# Heinz May

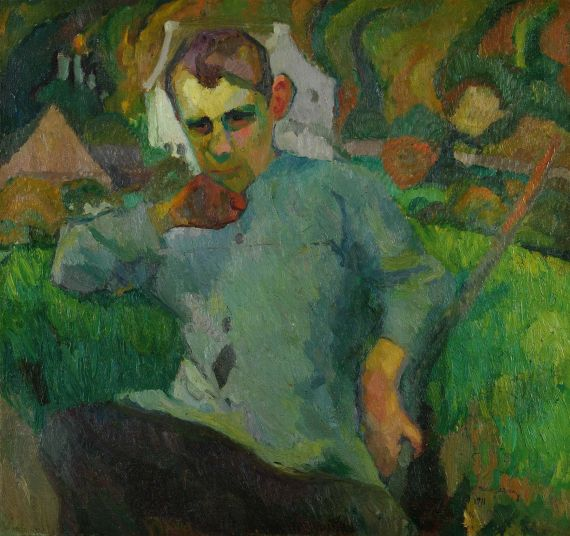
Jüngling im Grünen (1911); Öl auf Leinwand

Heinz May (* 1878 in Düsseldorf; † 1954 ebenda) war ein deutscher Maler. Er gehörte zu der ersten Generation rheinischer Expressionisten.

## Leben

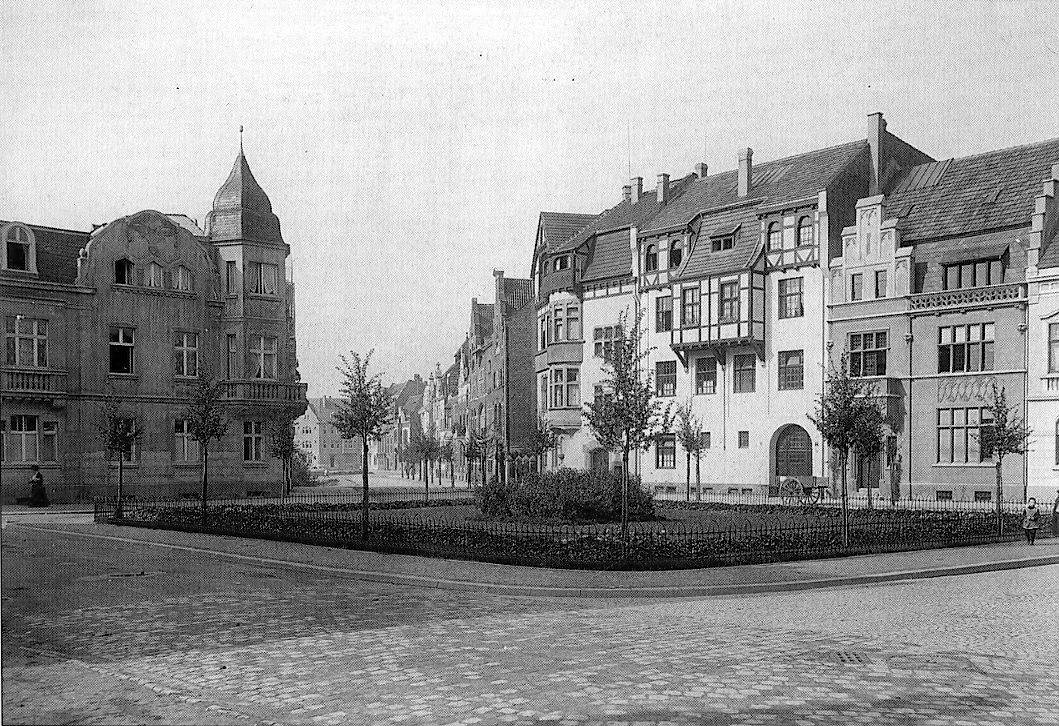
Die weißen Häuser am Drakeplatz von links nach rechts: Nr. 5 und 4 des Bildhauers Albert Pehle

Heinz May studierte von 1901 bis 1909 an der Kunstakademie Düsseldorf bei Willy Spatz und wurde Meisterschüler bei Claus Meyer.
Nach dem Studium an der Akademie zog es ihn zu den anti-akademisch orientierten Malern des 1909 gegründeten Sonderbundes, darunter Walter Ophey. Er entwickelte sich zum Expressionisten und malte Akte, Bildnisse, Landschaften und Blumen.
Ophey teilte sich mit May ein Atelier im Haus des mit Ophey verschwägerten Bildhauers Albert Pehle, am Drakeplatz 4 in Düsseldorf-Oberkassel. Das Atelierhaus wurde in den 1960er Jahren von Joseph Beuys übernommen. Bis zu dessen Tod in 1930 verband ihn eine enge Freundschaft mit Ophey. Gemeinsam zogen sie immer wieder zum Zeichnen und Aquarellieren in die Natur.
1907 hatte May seine erste Ausstellungsbeteiligung im Düsseldorfer Kunstpalast. 1908 gehörte er zu den Teilnehmern der ersten Ausstellung der 1907/1908 gegründeten Künstlergruppe Niederrhein. 1914 war er mit Entwürfen für Wandbilder auf der Kölner Werkbundausstellung vertreten. Der Galerist Alfred Flechtheim nahm May 1914 unter Vertrag, und somit begann eine erfolgversprechende Karriere, die durch den Ersten Weltkrieg unterbrochen wurde. Er leistete seinen Militärdienst von 1914 bis 1918.
1919 gehörte May zu den Gründungsmitgliedern der Künstlervereinigung Das Junge Rheinland. Außerdem gehörte er zu dem sogenannten „Mutter Ey“-Kreis, dem Freundeskreis um die Düsseldorfer Kunsthändlerin Johanna Ey. Die Beziehungen untereinander waren seit der Gründung der Künstlervereinigung stets eng, so dass 1921 deren Geschäftsstelle in die Galerie von Johanna Ey verlegt wurde. 1923 verließ May mit seinen Freunden Ernst Gottschalk, Jupp Rübsam und Walter Ophey das Junge Rheinland, um mit anderen Kollegen um Adolf Uzarski die Rheingruppe zu gründen. 1928 wurde er Mitglied der Rheinischen Sezession und von 1932 bis 1933 war May Vorsitzender derselben.
1925 fertigte May ein Wandbild für die Ausstellung GeSoLei. Das Zwickelbild hing in der „Rheinhalle“, der Mehrzweckhalle und dem Planetarium der GeSoLei, heute Tonhalle Düsseldorf. Dort ist es heute – an gleicher Stelle – im äußeren Rundgang des Foyers der Rotunde zu betrachten.
Ab 1933 wurde May durch die Nationalsozialisten mit Ausstellungsverbot belegt. Er ging in die innere Emigration und lebte zurückgezogen in seinem Atelier auf der Bismarckstraße 44, im sog. „Getreidehaus“, in welchem sich im Parterre die „Schlegelbrauerei“, ein Stammlokal der Nationalsozialisten, befand. „Am 11. Juli 1933 wird Karl Schwesig von der SA verhaftet und im ‚Getreidehaus‘ der Schlegelbrauerei in der Bismarckstraße [Düsseldorf] gefoltert […]. Im ‚Getreidehaus‘ wohnen in den oberen Etagen die Künstler Heinz May, Ferdinand Macketanz und andere, während sich im Keller die SA eingerichtet hat, in dem von ihr sogenannten ‚Schlegelkeller‘, in dem die Verhafteten ‚verhört‘ werden. […]“ (Peter Barth: Johanna Ey und Ihr Künstlerkreis, 1984, S. 61.)
Während des Zweiten Weltkriegs hielt er sich im Schwarzwald, am Bodensee und in Vorarlberg auf. 1937 wurden seine Bilder als „Entartete Kunst“ aus dem Düsseldorfer Kunstmuseum beschlagnahmt und zerstört. Sein Atelier wurde 1943 bei einem Bombenangriff auf Düsseldorf mit über 100 Gemälden und zahllosen Aquarellen vernichtet. Sein künstlerisches Lebenswerk war zerstört.
Hella Nebelung eröffnete nach Kriegsende, am 22. Dezember 1945, als Düsseldorfer Galeristin der ersten Stunde, ihre Galerie mit der Ausstellung „zeitgenössischer Kunst“. Diese war ihren Künstlerfreunden gewidmet. Für einige von ihnen, wie Heinz May, war diese Präsentation wie eine Wiedergutmachung für langes Ausstellungsverbot. 1946 und 1952 folgten für May in der Galerie Nebelung Einzelausstellungen. 1948 hatte Heinz May eine Ausstellung in der Galerie Der Spiegel in Köln.
Von 1949 bis 1950 übernahm May eine Dozentenstelle an der Kunstakademie Düsseldorf. Studienreisen führten ihn nach Italien, Paris, Österreich und Holland. Seine letzte Reise unternahm er 1953 nach Spanien.